# Big Falls (Minnesota)
Big Falls is een plaats (city) in de Amerikaanse staat Minnesota, en valt bestuurlijk gezien onder Koochiching County.

## Demografie
Bij de volkstelling in 2000 werd het aantal inwoners vastgesteld op 264.
In 2006 is het aantal inwoners door het United States Census Bureau geschat op 242, een daling van 22 (-8,3%).

## Geografie
Volgens het United States Census Bureau beslaat de plaats een oppervlakte van
15,6 km², geheel bestaande uit land. Big Falls ligt op ongeveer 371 m boven zeeniveau.

## Plaatsen in de nabije omgeving
De onderstaande figuur toont nabijgelegen plaatsen in een straal van 52 km rond Big Falls.